# Новоорська селищна рада
Новоо́рська селищна рада (рос. Новоорский поселковый совет) — сільське поселення у складі Новоорського району Оренбурзької області Росії.
Адміністративний центр — селище Новоорськ.

## Населення
Населення — 12249 осіб (2019; 12392 в 2010, 12610 у 2002).

## Склад
До складу селищної ради входять:
| Населений пункт   | Населення, осіб (2002) | Населення, осіб (2010) |
| ----------------- | ---------------------- | ---------------------- |
| 216 км, селище    | 84                     | 36                     |
| Гранітний, селище | 1252                   | 1061                   |
| Новоорськ, селище | 11274                  | 11295                  |